# Tay chơi không tuổi
Tay chơi không tuổi (tiếng Anh: Dirty Grandpa) là một bộ phim hài giới tính của Mỹ 2016, kể về một luật sư chở ông nội của mình đến Florida để vui chơi trong kì nghỉ xuân. Phim do Dan Mazer đạo diễn và kịch bản viết bởi John Phillips. Phim có sự tham gia của Robert De Niro, Zac Efron, Aubrey Plaza và Zoey Deutch. Phim bắt đầu quay tại Atlanta vào ngày 19 tháng 1 và đóng máy vào ngày 9 tháng 5 năm 2015. Phim công chiếu ngày 22 tháng 1 năm 2016 bởi Lionsgate.